# Gerhard Mützelburg
Gerhard Mützelburg (* 3. November 1911 in Uelzen; † nach 1989) war Präsident des Oberlandesgerichts Celle.

## Leben
Mützelburg war das einzige Kind aus der Ehe des Bürgermeisters der Stadt Uelzen Wilhelm Mützelburg mit seiner ersten Ehefrau, Anna, geb. Germelmann, die am 20. Oktober 1915 28-jährig starb. Er studierte Rechtswissenschaft an der Universität Erlangen und war seit 1932 Mitglied der Burschenschaft der Bubenreuther.
Das Adressbuch der Landeshauptstadt Hannover von 1949 bezeichnete Gerhard Mützelburg als Amtsgerichtsrat. Im Juni 1956 wurde der nunmehrige Regierungsdirektor Mützelburg in Hannover zum Generalstaatsanwalt beim Oberlandesgericht Braunschweig ernannt.
Mützelburg protestierte im Jahr 1957 gegen den Landgerichtsbeschluss, den 1952 – u. a. wegen der Rieseberg-Morde – zu 15 Jahren Zuchthaus verurteilten ehemaligen NS-Ministerpräsidenten des Freistaates Braunschweig und SS-Obergruppenführer Dietrich Klagges vorzeitig in Freiheit zu setzen. Mützelburg hielt zudem am 4. November 1967 vor der Fachtagung des Königsteiner Kreises in Königstein im Taunus ein vielbeachtetes Referat mit der Überschrift „Der Schießbefehl an der Mauer“.
Am 24. Januar 1968 ernannte die Tierärztliche Hochschule Hannover ihren Ehrenbürger, den juristischen Beirat der Hochschule und Lehrbeauftragten für „Grundlagen der Rechtskunde“, Generalstaatsanwalt Gerhard Mützelburg, Oberlandesgericht Braunschweig, zum Ehrensenator. „Die Ernennung erfolgte in dankbarer Anerkennung der hohen Verdienste, die sich der Geehrte in mehr als 1 1/2 Jahrzehnten um das Wohl der Hochschule und bei der Ausbildung von Studenten, Tierärzten sowie Hochschulbeamten in Vorlesungen und Seminaren erworben hat.“
Am 24. April 1974 wurde Generalstaatsanwalt Gerhard Mützelburg aus seinem Amt verabschiedet, zugleich erfolgte die Amtseinführung seines Nachfolgers, Dr. Heinrich Kintzi (1931–2015).
Mit 63 Jahren wurde Gerhard Mützelburg noch im gleichen Jahr Präsident des Oberlandesgerichts Celle, er amtierte als solcher gerade einmal zwei Jahre. Mützelburg wohnte in Celle im Haus Halkettstraße 17, sein Nachfolger im Amt des Präsidenten wurde 1976 Harald Franzki.
Nach 30-jähriger Tätigkeit als juristischer Beirat, Syndikus und Lehrbeauftragter wurde Gerhard Mützelburg 1980 an der Tierärztlichen Hochschule Hannover verabschiedet. Von 1951 bis Ende des Wintersemesters 1979/80 war er Lehrbeauftragter der Hochschule für Grundlagen der Rechtskunde und hatte regelmäßig Vorlesungen und Kolloquien über ausgewählte Rechtsfragen abgehalten. Er war Ehrenbürger und Ehrensenator der Tierärztlichen Hochschule Hannover und gehörte dem Verwaltungsrat der Gesellschaft der Freunde der Tierärztlichen Hochschule Hannover e.V. an.
Gerhard Mützelburg forderte 1982 bei einer Delegiertenversammlung in Hannover einen „Pflichtbeistand für den Opferzeugen“.

## Aufsätze
- Zur Strafbarkeit des Schießens an der Demarkationslinie und an der Mauer, in: Recht und Politik (RuP) 1967, S. 109 ff.
- Verteidigung im Verständnis der Verteidiger, in: Festschrift für Hanns Dünnebier zum 75. Geburtstag, hrsg. von Ernst Walter Hanack, Peter Rieß und Günter Wendisch, Berlin und New York 1982, S. 277